# Chapelle des comtes de Créhange
La chapelle des comtes de Créhange est une chapelle située dans la commune française de Saint-Avold, en Moselle qui est classée aux monuments historiques.

## Historique
La chapelle se trouve au 45 rue Hirschauer, le siècle de la principale campagne de construction est le 2e moitié du XVIe siècle.
La chapelle des Comtes de Créhange, ainsi que la galerie attenante sont classées par arrêté du 16 septembre 1985 au titre des monuments historiques. 